# District de Ayodhya
Le district de Ayodhya (hindi : अयोध्या जिला) est l'un des districts de l'État de l'Uttar Pradesh en Inde.

## Géographie
Sa capitale est la ville de Faizabad. 
La superficie du district est de 2 341 km2 et la population était en 2011 de 2 470 996 habitants.